# Beker van Griekenland 2008/09
De Beker van Griekenland 2008/09 was de 67ste editie van de Beker van Griekenland. Het voetbalbekertoernooi begon op 30 augustus 2008 en eindigde met de finale op 2 mei 2009 in het Olympisch Stadion Spyridon Louis in de Griekse hoofdstad Athene.

## Eerste Ronde
Alle 36 teams van de Gamma Ethniki (derde divisie) namen aan deze ronde deel. De wedstrijden werden op 30 en 31 augustus en 7 september gespeeld.
| Thuisclub               | Uitslag      | Uitclub              |
| ----------------------- | ------------ | -------------------- |
| Olympiakos Chersonissos | 1-2          | Zakynthos FC         |
| Pyrsos FC               | 0-0 ns (4-3) | Agios Dimitrios FC   |
| Korinthos FC            | 3-0          | Ethnikos Katerini    |
| Anagennisi Arta         | 0-1          | Rodos FC             |
| Doxa Drama              | 3-0          | Alexandroupoli Enosi |
| Koropi FC               | 0-0 ns (4-3) | Eordaikos 2007       |
| Neos Asteras Rethymno   | 1-1 ns (4-5) | Neoi Epivates        |
| Niki Volos              | 2-0          | Preveza FC           |
| Aiolikos FC             | 0-1          | Lamia FC             |

| Thuisclub           | Uitslag      | Uitclub              |
| ------------------- | ------------ | -------------------- |
| Chaidari FC         | 1-0          | Thermaikos FC        |
| Odysseas Anagennisi | 3-2          | Keravnos Keratea     |
| Aias Salamina       | 0-1          | Ilioupoli FC         |
| Agia Paraskevi      | 0-1          | Fokikos FC           |
| Makedonikos FC      | 4-2          | Anagennisi Giannitsa |
| Panetolikos FC      | 3-0          | Atsalenios FC        |
| Egaleo FC           | 0-3          | Panachaiki 2005      |
| Fostiras FC         | 0-0 ns (5-4) | Panargiakos FC       |
| Vyzas FC"           | 1-0          | Ethnikos Filippiada  |

## Tweede Ronde
De wedstrijden werden op 16, 17 en 18 september gespeeld.
| Thuisclub     | Uitslag      | Uitclub           |
| ------------- | ------------ | ----------------- |
| Zakynthos FC  | 2-1          | Pierikos FC       |
| Pyrsos FC     | 1-4          | Kallithea FC      |
| Korinthos FC  | 1-2 nv       | Ethnikos Piraeus  |
| Rodos FC      | 0-1          | Kavála FC         |
| Doxa Drama    | 1-2 nv       | Agrotikos Asteras |
| Koropi FC     | 0-0 ns (3-2) | Ionikos FC        |
| Neoi Epivates | 0-0 ns (3-4) | Ilisiakos FC      |
| Niki Volos    | 1-2 nv       | PAS Giannina      |
| Lamia FC      | 2-1nv        | Kalamata FC       |

| Thuisclub           | Uitslag      | Uitclub             |
| ------------------- | ------------ | ------------------- |
| Chaidari FC         | 2-2 ns (4-1) | Veria FC            |
| Odysseas Anagennisi | 0-2          | Ethnikos Asteras    |
| Ilioupoli FC        | 2-2 ns (5-3) | Apollon Kalamaria   |
| Fokikos FC          | 0-1          | AO Kerkyra          |
| Makedonikos FC      | 2-1          | Anagennisi Karditsa |
| Panetolikos FC      | 1-1 ns (4-2) | Olympiakos Volos    |
| Panachaiki 2005     | 0-4          | AGS Kastoria        |
| Fostiras FC         | 1-3 nv       | Atromitos           |
| Vyzas FC            | 0-1          | Diagoras Rodos      |

## Derde Ronde (Tussenronde)
De derde ronde werd op 24 september gespeeld
| Thuisclub  | Uitslag | Uitclub      |
| ---------- | ------- | ------------ |
| Atromitos  | 2-1     | Koropi FC    |
| AO Kerkyra | 3-0     | PAS Giannina |

## Vierde Ronde
De vierde ronde werd op 28, 29 en 30 oktober en 11, 12 en 13 november gespeeld
| Thuisclub         | Uitslag | Uitclub          |
| ----------------- | ------- | ---------------- |
| Zakynthos FC      | 0-2 nv  | Panthrakikos     |
| Kallithea FC      | 1-3     | Skoda Xanthi     |
| Ethnikos Piraeus  | 0-2     | Panionios        |
| Kavála FC         | 0-3     | Panathinaikos FC |
| Agrotikos Asteras | 1-2     | OFI Kreta'       |
| Ilisiakos FC      | 1-2 nv  | AEK Athene       |
| Lamia FC          | 1-2     | Panserraikos FC  |
| Veria FC          | 3-1     | Thrasyvoulos FC  |

| Thuisclub         | Uitslag      | Uitclub            |
| ----------------- | ------------ | ------------------ |
| Ethnikos Asteras  | 0-2          | Ergotelis Iraklion |
| Apollon Kalamaria | 0-1          | Asteras Tripoli    |
| Makedonikos FC    | 1-2          | PAOK Saloniki      |
| Panetolikos FC    | 0-2          | AE Larissa 1964    |
| AGS Kastoria      | 2-3 nv       | Iraklis Saloniki   |
| Diagoras Rodos    | 2-3          | Olympiakos Piraeus |
| Atromitos         | 1-2          | Aris Saloniki      |
| AO Kerkyra        | 0-0 ns (4-2) | Levadiakos         |

## Vijfde Ronde
De vijfde ronde werd op 14, 21 en 28 januari gespeeld.
| Thuisclub          | Uitslag   | Uitclub                    |
| ------------------ | --------- | -------------------------- |
| Ergotelis Iraklion | 0-3       | Skoda Xanthi               |
| Veria FC           | 0-0, 0-2* | Panionios *Panionios thuis |
| Panthrakikos       | 0-4       | Panathinaikos FC           |
| Panserraikos FC    | 1-0       | AE Larissa 1964            |

| Thuisclub       | Uitslag            | Uitclub                   |
| --------------- | ------------------ | ------------------------- |
| PAOK Saloniki   | 0-0, 0-0* ns (8-9) | Aris Saloniki *Aris thuis |
| OFI Kreta       | 0-2                | Olympiakos Piraeus        |
| AEK Athene      | 1-0                | AO Kerkyra                |
| Asteras Tripoli | 2-0                | Iraklis Saloniki          |

## Kwartfinale
Vanaf de kwartfinale vonden de duels over twee wedstrijden plaats. In de kwartfinale werden de wedstrijden op 4 en 18 februari en op 25 februari en 4 maart gespeeld.
* = eerst thuis
| Winnaar            | Uitslag  | Verliezer        |
| ------------------ | -------- | ---------------- |
| Olympiakos Piraeus | 0-1, 2-0 | PAOK Saloniki *  |
| AEK Athene         | 1-2, 1-0 | Skoda Xanthi *   |
| Asteras Tripoli    | 1-0, 1-0 | Panionios *      |
| Panserraikos FC *  | 0-0, 3-2 | Panathinaikos FC |

## Halve finale
In de halve finale werden de wedstrijden op 18 maart en 8 en 9 april gespeeld.
* = eerst thuis
| Winnaar            | Uitslag  | Verliezer         |
| ------------------ | -------- | ----------------- |
| Olympiakos Piraeus | 2-2, 2-1 | Asteras Tripoli * |
| AEK Athene *       | 3-1, 0-0 | Panserraikos FC   |

## Finale
De finale werd op 2 mei voor 48.594 toeschouwers in het Olympisch Stadion Spyridon Louis te Athene gespeeld.
| Winnaar            | Uitslag        | Verliezer    |
| ------------------ | -------------- | ------------ |
| Olympiakos Piraeus | 4-4 ns (15-14) | AEK Athene * |